# ربکا واتسون
ربکا واتسون (به انگلیسی: Rebecca Watson) (زاده ۱۸ اکتبر ۱۹۸۰) یک وبلاگ‌نویس آمریکایی و میزبان مستقل پادکست است. او بنیان‌گذار اسکپ‌چیک (Skepchick) و همچنین همکار پادکست راهنمای جهان برای شک‌گرایان (The Skeptics' Guide to the Universe) است. او پیشتر، پادکستی به نام اتم‌های کوچک را میزبانی می‌کرده‌است.

## External links
- Skepchick
- Teen Skepchick